# Scarus xanthopleura
 Scarus xanthopleura és una espècie de peix de la família dels escàrids i de l'ordre dels perciformes.

## Morfologia
Els mascles poden assolir els 52 cm de longitud total.

## Distribució geogràfica
Es troba a les Illes Ryukyu, Indonèsia (Sulawesi), Palau i les Illes Marshall.